# 無齒翼龍科
無齒翼龍科（学名：Pteranodontidae）為鳥掌翼龍超科的一個科，主要生活在白堊紀的北美洲。無齒翼龍科的翼龍大多擁有特殊且狹長的冠飾，從頭後方延伸出來，以無齒翼龍為代表物種。